# Kongregate
Kongregate é um site que busca criar uma comunidade de jogadores e desenvolvedores de jogos online desenvolvidos em flash. Criado em 10 de outubro de 2006, o site tem jogadores do mundo inteiro, somando cerca de 1 milhão.

## Características do site
O site é gratuito e todo usuário registrado pode jogar e carregar jogos próprios. Possui um sistema de Badges (Medalhas) que consiste em desafios a serem superados.
O site também possui um sistema de chat integrado aos jogos, no qual existem quatro salas em português (chamadas Orgulho, Parlamento, Harmonia e Caóticos RP) e um sistema de premiação em dinheiro para os melhores jogos do mês e da semana. Há ainda o Kongregate Labs, onde pode-se aprender as lições básicas de desenvolvimento de jogos em flash, o que torna claro o encorajamento do site a novos desenvolvedores.

## Popularidade
O Kongregate oferece oportunidades que remuneram e divulgam o trabalho de qualquer desenvolvedor de jogos. As pessoas podem carregar seus próprios jogos no site, além de possuir como o chat integrado e o sistema prático de pontuações que atrai jogadores de todo o mundo. Em pouco tempo, o site tornou-se um dos maiores divulgadores da indústria de jogos em flash. Com tais características, quatro milhões e meio de visitantes vão ao Kongregate todo mês, e essa estatística cresce cerca de quinze por cento ao mês.

## Sistema de pontuação
No site há um sistema de pontuação, no qual o jogador ganha pontos ao comprir certas tarefas nos jogos e avança de nível, que no momento não possui uma utilidade prática. Segundo a equipe do Kongregate, ainda não foram decididas as possíveis vantagens para o jogador que possuir um nível maior.
É possível ganhar pontos das seguintes formas:
- Enviando um jogo - 25 pontos mais pontos extras pela avaliação.[4]
- Completar um desafio - ao completar uma tarefa, o jogador ganhará de 5 a 60 pontos dependendo da dificuldade.[4]
- Convidar um amigo - quando alguém se registra sobre a referência de outro usuário, este último ganha quinze pontos.[4]
- Amigo avançar nível - o jogador que se cadastrou no site na referência de outro usuário, irá ganhar de cinco a treze pontos até o nível dez.[4]
- Avaliar um jogo, música ou arte - ao dar de um a cinco estrelas, o usuário ganha um ponto.

O site premia os melhores jogos toda semana e todo mês. Os premios vão de 150$ a 250$ para os três melhores jogos da semana e de 250$ a 1500$ para os nove melhores do mês.

### Badges
As badges (medalhas) valem pontos de experiência para o jogador, cada medalha tem um nível de dificuldade, que varia entre fácil, médio, difícil e impossível. Cada medalha possui um nome relacionado ao jogo ou a seu tema.
Além dessa medalhas, em alguns eventos especiais, são dados pontos extras ao jogador que complete uma certa tarefa específica de um jogo. Essas medalhas, normalmente representadas como sacos de dinheiro, são temporárias. No dia 2 de novembro de 2009 foram adicionadas as 'badge quests' (missões de medalhas), que consta de eventos especiais nos quais o jogador deve buscar por medalhas específicas de certos jogos, adquirí-las e então ganhar uma medalha especial e pontos extras.
Entre elas, existe a Beginner, em que consiste em "badges" de diferentes jogos famosos do site.

### Cartas
Há também um sistema de cartas, que são usadas para um jogo de cartas colecionáveis chamado Kongai. O jogo foi lançado em julho de 2008. Para adquirir as cartas, você tem que completar os desafios semanais ou se preferir você pode compra-las com  kreds. Cada carta vale nove kreds.

## Kreds
No dia 18 de novembro de 2008 foi anunciada a adição do "jarro de gorjetas" (tip jar no original) no site. Além de poder dar uma nota ao jogo, é possível fazer doações aos criadores com uma certa quantia de kreds, anonimamente ou não.

## Fórum de Discussão
No mesmo site há um fórum onde se pode debater sobre os principais jogos, e há também uma parte para os desenvolvedores de jogos possam conversar e pedir ajuda em assuntos relacionados a criação de jogos.